# Girodyne
 (janvier 2025).

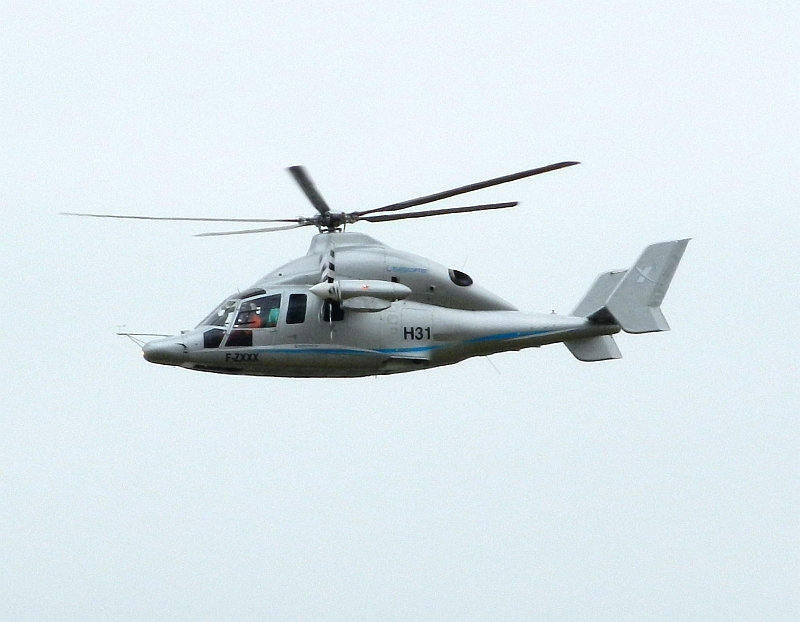
L'Eurocopter X3

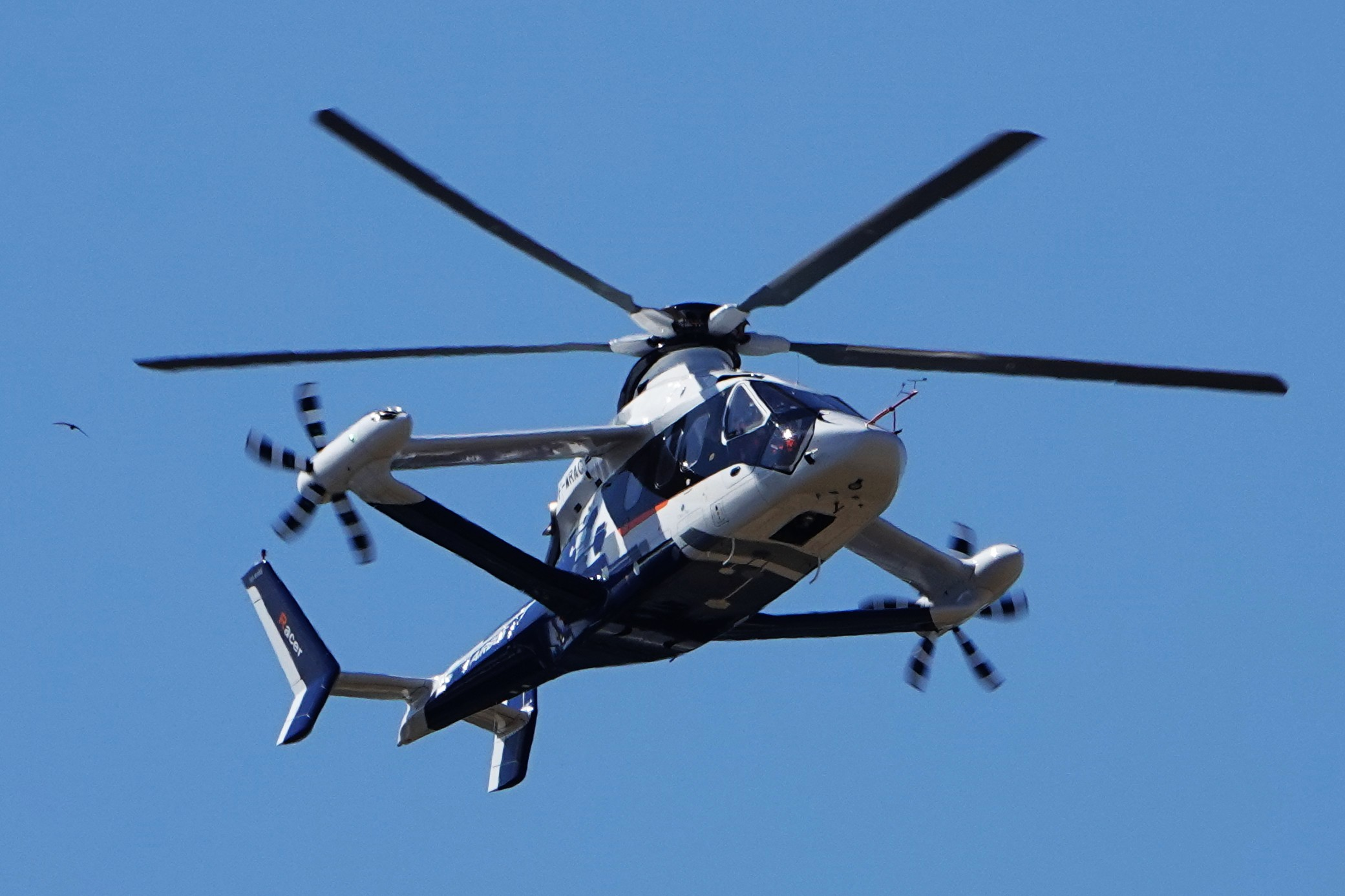
L'Airbus Helicopters RACER

Un girodyne est un appareil dont la sustentation et les mouvements verticaux sont assurés par un rotor principal entraîné par un moteur, comme un hélicoptère, et dont la traction est obtenue par un ou plusieurs autres moteurs, comme un avion.
Le principe est proche de l'autogire dont la voilure tournante est libre, contrairement au girodyne.

## Airbus Helicopters RACER
- Gyroplane Breguet-Richet
- SNCASO SO.1310 Farfadet
- Fairey Rotodyne
- Eurocopter X3
- Airbus Helicopters RACER